# کالیمانتان غربی
کالیمانتان غربی (اندونزیایی: Kalimantan Barat) یکی از استان‌های اندونزی است

## مذاهب
- مسلمان (%۵۷.۶)
- مسیحی کاتولیک (%۲۴.۱)
- مسیحی پروتستان (%۱۰)
- بودائی (%۶.۴)
- هندو (%۱.۷)
- دیگران (%۰.۲)